# Fantastic Time
「Fantastic Time」（ファンタスティック・タイム）は、17作目のシングルとして、2016年10月26日にジェイ・ストームから発売されたHey! Say! JUMPの楽曲。

## 概要
- 前作「真剣SUNSHINE」から約5か月ぶりのシングルとなる。

- 初回限定盤・通常盤初回プレス仕様・通常盤の3種での発売となり、それぞれ収録内容・ジャケット写真ともに異なる。

- 表題曲は、読売テレビ・日本テレビ系アニメ『タイムボカン24』のオープニングテーマである。

- 通常盤初回プレス・通常盤には、カップリング曲「Never Let You Go」を収録。

- 初回限定盤には、表題曲のビデオクリップ+メイキング映像と、今作のダンスの振付ビデオ「Practice Time」の映像を収録したDVDを付属。

- 通常盤初回プレスには、カップリング曲「静寂の朝、君といる世界。」と、オリジナル・カラオケ1曲を収録。

- 通常盤には、カップリング曲「ワンダーロード」「What A Feeling」と、オリジナル・カラオケ4曲を収録。

## 封入特典

### 通常盤初回プレス
1. FANtasticフォトブック（メンバー同士で撮影し合ったファン必見《FANtastic》の写真を含む）

## チャート成績
- 2016年11月7日付のオリコン週間CDシングルランキングで初週26.6万枚を売り上げ、初登場1位を獲得し、17作連続の1位となり、[2]同グループにとっても前作「真剣SUNSHINE」(初週26.7万枚)に次ぐ2番目となる初週売上枚数を記録した。
- 本作はアニメタイアップ作品となったために、同グループとしては「Magic Power」以来2作目となるアニメ部門との2冠となった。また、初動のみでHi-STANDARD「ANOTHER STARTING LINE」(月間20.3万枚)を抑え、2016年10月度のオリコン月間CDシングルランキングでアニメ・総合共に1位を獲得した。[3][4]
- 2週間前には、事務所の先輩である関ジャニ∞のシングル「パノラマ」も、アニメタイアップ作品として発売し2位にランクインしたために、月間アニメチャートではジャニーズ事務所所属アーティストが1位・2位を独占する形となった。
- ビルボードにおいてもHOT 100・Top Singles Sales・Hot Animationの三部門全てで1位を獲得。[5][6][7]
- 「タイムボカンシリーズ」においても、3部門同時1位は『タイムボカン』の放送から41年にして史上初の快挙となった。
- オリコンにおける登場回数は15回。[8]累計は「Ultra Music Power」「真剣SUNSHINE」「OVER」に次いで4番目に高い。[9]

## 収録曲

### CD

#### 通常盤・初回限定盤
※「Never Let You Go」以降、通常盤のみ収録。
1. Fantastic Time
作詞：イワツボコーダイ、作曲：Aibi Albertsson / イワツボコーダイ、編曲：石塚知生
コーラス編曲　岩田雅之
  - 読売テレビ・日本テレビ系アニメ『タイムボカン24』オープニングテーマ
2. Never Let You Go
作詞：KOMU、作曲：KOMU / YU、編曲：YU
3. ワンダーロード
作詞：小松清人、作曲：小松清人 / 川口進、編曲：小松清人
4. What A Feeling
作詞：小林光明、作曲：Joacim Persson / Johan Alkenas / Andy Love、編曲：Joacim Persson / Johan Alkenas
5. Fantastic Time (オリジナル・カラオケ)
6. Never Let You Go (オリジナル・カラオケ)
7. ワンダーロード (オリジナル・カラオケ)
8. What A Feeling (オリジナル・カラオケ)

#### 通常盤/初回プレス
1. Fantastic Time
2. Never Let You Go
3. 静寂の朝、君といる世界。
作詞・作曲：タハラノブヒロ、編曲：家原正樹
4. 静寂の朝、君といる世界。 (オリジナル・カラオケ)

### DVD
※初回限定盤のみ
1. 「Fantastic Time」Video Clip & Making
2. "Practice Time"（メンバー振付ビデオ）